# Cacatua alba
La cacatúa blanca (Cacatua alba) es una especie de ave psitaciforme de la familia de las cacatúas endémica de ciertas islas del archipiélago indonesio de las Molucas septentrionales.

## Descripción
La cacatúa blanca mide alrededor de 46 cm de largo y pesa alrededor de 400 g (hembras) a 800 g (machos). Los machos suele tener una cabeza más ancha y un pico más grande que la hembra. Tienen ojos marrones o negros y un pico gris oscuro. Cuando maduran, algunas cacatúas blancas hembras pueden tener iris rojizos/marrones, mientras que los iris del macho adulto son de color marrón oscuro o negro.

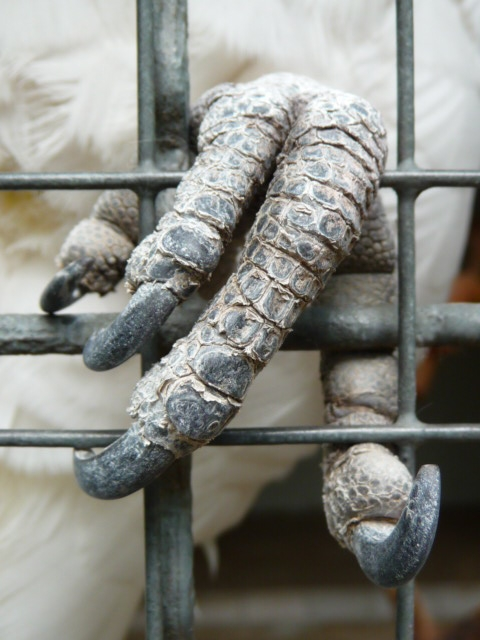
Pata izquierda de una cacatúa blanca agarrando los barrotes de la jaula con sus dedos zigodáctilos, laterales dirigidos hacia atrás y centrales hacia delante.

Las plumas, como su nombre lo indica, son en su mayoría blancas. Sin embargo, tanto la superficie superior como la inferior de la mitad interior del borde de fuga de las grandes plumas de las alas son de color amarillo. El color amarillo en la parte inferior de las alas es más notable porque la porción amarilla de la superficie superior de la pluma está cubierta por el blanco de la pluma inmediatamente medial (más cerca del cuerpo) y arriba. De manera similar, las áreas de las plumas de la cola más grandes que están cubiertas por otras plumas de la cola, y las áreas cubiertas más internas de las plumas de la cresta más grandes, son amarillas. Cortas plumas blancas crecen y cubren de cerca la parte superior de las piernas. Las plumas de esta especie y otras crean un polvo similar al talco que se transfiere fácilmente a la ropa.
Al igual que otras cacatúas y loros, la cacatúa blanca tiene patas zigodáctilas con dos dedos hacia adelante y dos hacia atrás, lo que le permite agarrar objetos con un pie mientras se apoya en el otro, para alimentarse y manipularlos.
La esperanza de vida de la cacatúa blanca está mal documentada. Algunos zoológicos informan que viven entre 40 y 60 años en cautiverio. Los informes anecdóticos sugieren que puede vivir más tiempo. Se desconoce la esperanza de vida en la naturaleza, pero se cree que es hasta diez años menos.

## Distribución y hábitat
Es endémica de la selva tropical de tierras bajas en el norte de las Molucas en Indonesia. Los registros en las Islas Obi se cree que son introducciones, mientras que una población local introducida se reproduce en Taiwán. Ocurre en bosques primarios, explotados y secundarios por debajo de los 900 m. También ocurre en manglares y plantaciones que incluyen cocoteros y tierras agrícolas.  

## Comportamiento

### Alimentación
En la naturaleza, las cacatúas blancas se alimentan de bayas, semillas, nueces, frutas y raíces. Entre otras frutas, comen papayas y durianes. Al anidar, incluyen insectos y larvas. Como también se alimentan del maíz que crece en los campos, causan daños considerables y, por lo tanto, los agricultores las consideran plagas de cultivos.

### Reproducción

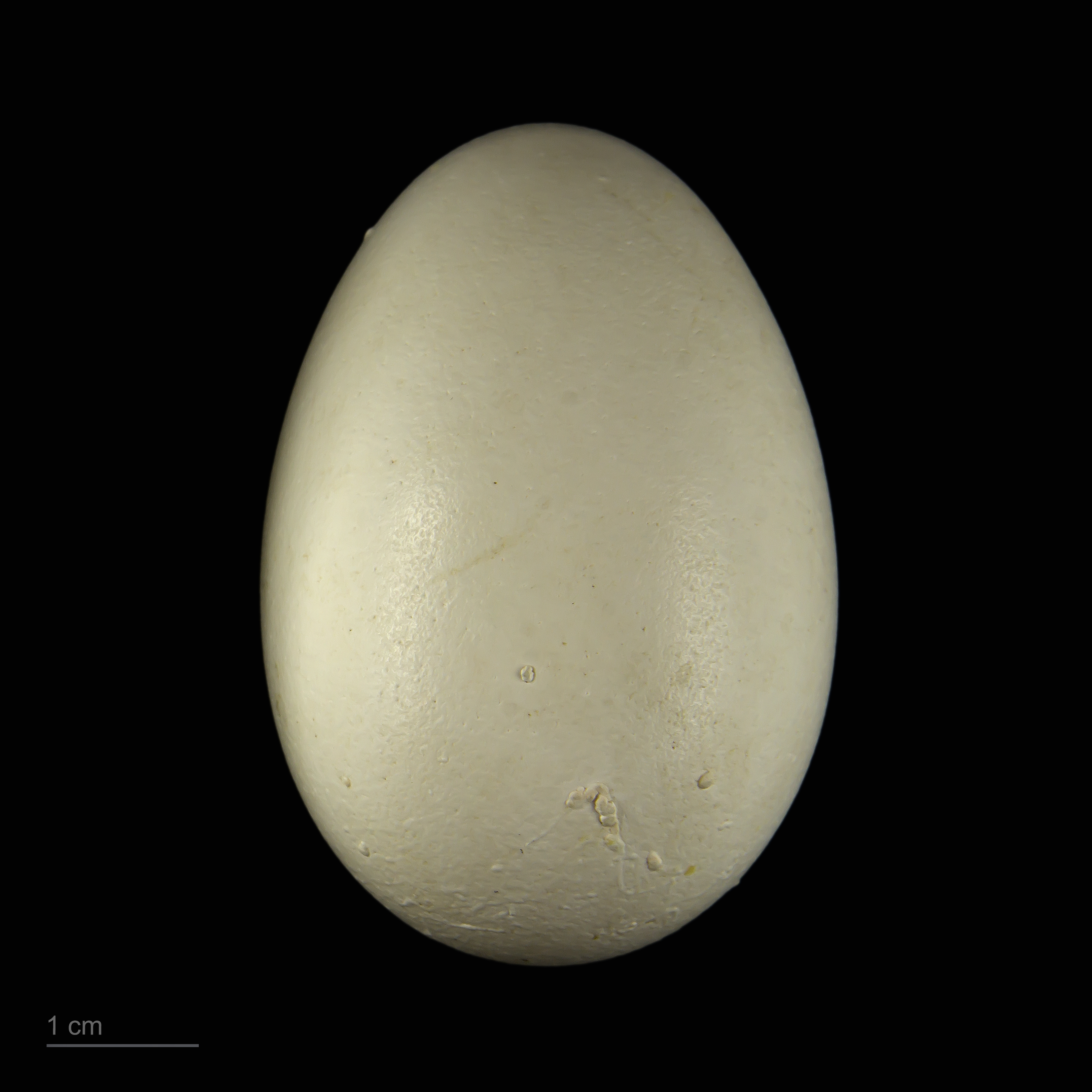
Cacatua alba - MHNT

Como todas las cacatúas, la cacatúa blanca anida en cavidades naturales de los árboles. Sus huevos son blancos y suele haber dos en una nidada. Durante el período de incubación, unos 28 días, tanto la hembra como el macho incuban los huevos. El polluelo primogénito se vuelve dominante sobre su hermano menor y toma más comida. Los polluelos abandonan el nido unos 84 días después de la eclosión y son independientes en 15 a 18 semanas. Los juveniles alcanzan la madurez sexual en 3-4 años.

## Amenazas y conservación
La cacatúa blanca está catalogada como especie en peligro de extinción, ya que ha sufrido un descenso rápido de su población. Lo anterior se debe principalmente al comercio ilegal, la tala de árboles, los incendios forestales y la implementación de la agricultura en su hábitat. Lamentablemente, el tráfico ilícito de animales se ha convertido en un problema cada vez más fuerte, ya que los cazadores o traficantes son la causa directa de la reducción poblacional de esta especie.